# 寻找火种的小公主
《寻找火种的小公主》（朝鲜语：／）是一部曾於平壤电影节上映的北韓动画短片。

## 簡介
动画讲述原始时代的人们由于没有掌握火的使用方法，寒冬只能躲在山洞里。为了寻找火种，小公主追随父亲奔赴远方的山谷，经历各种磨难，发现石块相互撞击会产生火花，成功掌握了制作火种的方法，并将其带回村庄。